# Dave Rodgers
Dave Rodgers, właściwie Giancarlo Pasquini (ur. 21 lutego 1963 w Mantui) – włoski kompozytor, autor tekstów i producent muzyczny, wykonujący muzykę głównie z gatunku eurobeat.
Dave Rodgers zwany jest przez wielu fanów „ojcem eurobeatu”.

## Kariera muzyczna
W latach 80. wspólnie z Donato Bellinim oraz Marco Manzim założył zespół Aleph, który potem w 1985 roku wydał utwór Fly To Me, który osiągnął światowy sukces. W 1987 roku zostaje wydany album Fire on the Moon, a rok później jego zespół wraz z Kylie Minogue, Mandy Smith oraz Pete Watermanem udał się w trasę koncertową do Japonii.
W 1990 roku Dave Rodgers wraz z Alberto Contini oraz Domino założyli studio A Beat C. Jeszcze w tym samym roku podejmuje współpracę z wytwórnią Avex, a następnie otworzył studio nagraniowe w Mantui, gdzie nagrał swój pierwszy utwór zatytułowany Wild Reputation pod pseudonimem The Big Brother. W 1992 roku otworzył kolejne dwa studia nagraniowe, a następnie wyprodukował album TMN Song Meets Disco Style, który osiągnął sprzedaż na poziomie 200 000 egzemplarzy. Rok później wyruszył w kolejną trasę koncertową, podczas której podzielił się sceną z Tetsuyą Komuro.
W 1994 roku wyprodukował utwór Try Me śpiewany przez Namie Amuro, który osiągnął pierwsze miejsce w notowaniu Oricon i sprzedaż na poziomie 2 milionów egzemplarzy. W 1995 roku wyprodukował dla zespołu V6 utwór Music for the People, który osiągnął pierwszą pozycję w najlepszej dziesiątce. Ponadto ten utwór doczekał się remiksu wykonanego przez Dave'a i Alberto, który wyprodukowany był w Avex Studios w Tokio.
W 1996 roku wyprodukował album dla zespołu Max, osiągając przy tym 2 miliony sprzedanych płyt. Taki sam wynik osiągnęły albumy Made in Japan, Beat your Heart oraz Take me Higher.
W 1997 roku Space Boy został jednym z najbardziej znanych utworów artysty, a rok później ukazał się Deja Vu, który 20 lat od premiery został najczęściej słuchanym utworem artysty. W 1999 roku album Super Eurobeat Vol.100 osiąga sprzedaż na poziomie 1,5 mln egzemplarzy, za który rok później otrzymał drugą nagrodę i pierwszą od czasu sukcesu Try Me.
W latach 2003–2006 na Osaka Automesse organizował swoje show muzyczne. W 2011 roku odszedł od branży muzycznej, do której powrócił pięć lat później. W 2017 roku wykonał remake utworów Fly To Me oraz Fire on the Moon, a rok później postanowił założyć własną wytwórnię muzyczną Dave Rodgers Music, spod której potem ukazały się nowe wersje jego największych przebojów m.in. Space Boy czy Deja Vu. W 2019 roku wykonał remiks utworu U.S.A. zespołu Da Pump, zaś jego utwór Deja Vu osiągnął 100 milionów wyświetleń w serwisie YouTube. Ponadto wykonał remastery takich utworów jak Space Boy (z udziałem Chrisa), Eye of the Tiger (z udziałem Kaioh), a także Music for the People (z udziałem Domino i Kaioh).